# European Touring Car Cup 2006
European Touring Car Cup 2006 – druga edycja pucharu wyścigowego European Touring Car Cup. Składała  z pojedynczej rundzie na torze Estoril. Po raz drugi podzielono samochody na dwie kategorie: Super 2000 i Superprodukcyjną. Wygrali je odpowiednio Ryan Sharp i Aleksander Lwow.

## Lista startowa
| Zespół                      | Samochód               | Nr. | Kierowca            | Klasa |
| --------------------------- | ---------------------- | --- | ------------------- | ----- |
| SEAT Sport UK               | SEAT León              | 2   | Jason Plato         | S2000 |
| Elgh Motorsport             | BMW 320si              | 3   | Carl Rosenblad      | S2000 |
| Maarakennus M. Laivola Oy   | SEAT Toledo Cupra      | 4   | Ari Laivola         | S2000 |
| Avtodom Racing – BMW Russia | BMW 320i               | 5   | Michaił Uchow       | S2000 |
| Sport-Garage                | Audi A4                | 6   | Aleksiej Dudukało   | S2000 |
| Engström Motorsport         | Honda Accord Euro R    | 7   | Tomas Engström      | S2000 |
| TFS Yaco Racing             | Toyota Corolla T-Sport | 8   | Philip Geipel       | S2000 |
| GR Asia                     | SEAT León              | 9   | Emmet O´Brien       | S2000 |
| GR Asia                     | SEAT León              | 22  | Ryan Sharp          | S2000 |
| BMW Team Italy-Spain        | BMW 320si              | 10  | Félix Porteiro      | S2000 |
| BMW Team Italy-Spain        | BMW 320si              | 11  | Alessandro Zanardi  | S2000 |
| Maurer Motorsport           | Chevrolet Lacetti      | 12  | Vincent Radermecker | S2000 |
| Maurer Motorsport           | Chevrolet Lacetti      | 14  | Hugo Godinho        | S2000 |
| Engstler Motorsport         | BMW 320i               | 15  | Rustiem Teregułow   | S2000 |
| ZeroCinque Motorsport       | BMW 320i               | 18  | Miguel Freitas      | S2000 |
| MTS AC Racing               | BMW 320i               | 19  | Władimir Łabazow    | S2000 |
| MA GP                       | Alfa Romeo 156         | 20  | Mattias Andersson   | S2000 |
| WestCoast Racing            | BMW 320i               | 21  | Robin Rudholm       | S2000 |
| Avtodom Racing – BMW Russia | BMW 320i               | 52  | Wadim Kuzminych     | SPro  |
| Avtodom Racing – BMW Russia | BMW 320i               | 57  | Andriej Romanow     | SPro  |
| Sport-Garage                | Volkswagen Golf IV GTi | 53  | Siergej Krylow      | SPro  |
| Sport-Garage                | Volkswagen Golf IV GTi | 61  | Aleksander Lwow Jr. | SPro  |
| Sport-Garage                | Volkswagen Golf IV GTi | 62  | Timur Sadriedinow   | SPro  |
| Golden Motors               | Honda Civic Type-R     | 54  | Aleksandr Lwow      | SPro  |
| Golden Motors               | Honda Civic Type-R     | 55  | Andriej Smiecki     | SPro  |
| AMK FSO Russia              | Opel Astra OPC         | 56  | Michaił Zasadych    | SPro  |
| JH Motorsport               | Honda Integra Type-R   | 58  | Janis Horeliks      | SPro  |
| Saksa Auto                  | Škoda Octavia          | 59  | Raimo Kulli         | SPro  |
| ZeroCinque Motorsport       | BMW 320i               | 60  | Stefano Valli       | SPro  |

| Symbol | Klasa            |
| ------ | ---------------- |
| S2000  | Super 2000       |
| SPro   | Superprodukcyjna |

## Wyniki
| Legenda oznaczeń w tabelach wyników Wyświetl szablon na nowej stronie | Legenda oznaczeń w tabelach wyników Wyświetl szablon na nowej stronie                                                                     |
| Oznaczenie                                                            | Wyjaśnienie |
| --------------------------------------------------------------------- | --- |
| Złoty                                                                 | Zwycięzca lub mistrzostwo |
| Srebrny                                                               | 2. miejsce lub wicemistrzostwo |
| Brązowy                                                               | 3. miejsce lub II wicemistrzostwo |
| Zielony                                                               | Ukończył, punktował (w klasyfikacji generalnej, gdy zdobył co najmniej jeden punkt na przestrzeni sezonu, poza trzema powyższymi opcjami) |
| Niebieski                                                             | Ukończył, nie punktował (w klasyfikacji generalnej, gdy nie zdobył co najmniej jednego punktu na przestrzeni sezonu)                      |
| Czerwony                                                              | Nie zakwalifikował się (NZ) |
| Czerwony                                                              | Nie prekwalifikował się (NPK) |
| Różowy                                                                | Nie ukończył (NU) |
| Różowy                                                                | Niesklasyfikowany (NS) (w klasyfikacji generalnej, gdy nie został sklasyfikowany w żadnym wyścigu sezonu)                                 |
| Czarny                                                                | Zdyskwalifikowany (DK) |
| Czarny                                                                | Wykluczony (WYK/EX) |
| Biały                                                                 | Nie wystartował (NW) |
| Biały                                                                 | Kontuzjowany (K/INJ) |
| Biały                                                                 | Wyścig odwołany (OD/C) |
| Bez koloru                                                            | Został wycofany (WYC/WD) |
| Bez koloru                                                            | Nie przybył (NP/DNA) |
| Bez koloru                                                            | Nie brał udziału w treningach (NT/DNP) |
| Bez koloru                                                            | Nie został zgłoszony (–) |
| Pogrubienie                                                           | Start z pole position |
| Kursywa                                                               | Najszybsze okrążenie wyścigu |
| †                                                                     | Nie ukończył, ale jego rezultat został zaliczony ze względu na przejechanie więcej niż 90% dystansu wyścigu.                              |
| *                                                                     | Sezon w trakcie |
| 1/2/3                                                                 | Punktowana pozycja w sprincie kwalifikacyjnym                                                                                             |
| Lista systemów punktacji Formuły 1                                    | |

| Poz.             | Kierowca            | EST        | EST        | Pkt.       |
| Super 2000       | Super 2000          | Super 2000 | Super 2000 | Super 2000 |
| ---------------- | ------------------- | ---------- | ---------- | ---------- |
| 1                | Ryan Sharp          | 1          | 1          | 20         |
| 2                | Emmet O´Brien       | 2          | 2          | 16         |
| 3                | Tomas Engström      | 6          | 3          | 9          |
| 4                | Robin Rudholm       | 5          | 5          | 8          |
| 5                | Félix Porteiro      | 3          | NU         | 6          |
| 6                | Carl Rosenblad      | 8          | 4          | 6          |
| 7                | Alessandro Zanardi  | 4          | NU         | 5          |
| 8                | Mattias Andersson   | 7          | 6          | 5          |
| 9                | Hugo Godinho        | 12         | 7          | 2          |
| 10               | Vincent Radermecker | 10         | 8          | 1          |
| 11               | Philip Geipel       | 9          | NU         | 0          |
| 12               | Mikhail Ukhov       | 11         | 9          | 0          |
| 13               | Ari Laivola         | 10         | 11         | 0          |
| 14               | Vladimir Labazov    | 13         | 20         | 0          |
| 15               | Miguel Freitas      | NU         | 19         | 0          |
| 16               | Alexey Dudukalo     | NU         | 22         | 0          |
| –                | Rustem Teregulov    | NW         | NW         | -          |
| –                | Jason Plato         | NW         | NW         | -          |
| Super Production |                     |            |            |            |
| 1                | Aleksandr Lwow      | 14         | 10         | 20         |
| 2                | Timur Sadriedinow   | 15         | 12         | 14         |
| 3                | Janis Horeliks      | 17         | 14         | 10         |
| 4                | Raimo Kulli         | 16         | 16         | 9          |
| 5                | Stefano Valli       | 23         | 12         | 8          |
| 6                | Andrey Romanov      | 22         | 15         | 5          |
| 7                | Vadim Kuzminykh     | 19         | 21         | 4          |
| 8                | Andrey Smetskiy     | 20         | 18         | 4          |
| 9                | Mikhail Zasadych    | 21         | 17         | 4          |
| 9                | Sergey Krylov       | NU         | NS         | 0          |
| –                | Aleksander Lwow Jr. | NW         | NW         | -          |
| Poz.             | Kierowca            | EST        | EST        | Pkt.       |